# کوین دویل
کوین ادوارد دویل (انگلیسی: Kevin Edward Doyle؛ زادهٔ ۱۸ سپتامبر ۱۹۸۳) بازیکن فوتبال اهل کشور ایرلند است.
وی سابقهٔ ۶۴ بازی و ۱۴ گل ملی را برای تیم ملی ایرلند دارد و پست تخصصی این بازیکن، مهاجم بود.
وی در سال ۲۰۱۷ از دنیای فوتبال خدحافظی کرد